# Józef Cebula
Pour les articles homonymes, voir saint Joseph et Cebula.

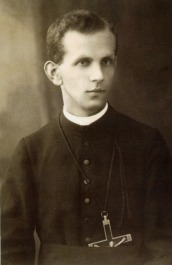
Le P. Józef Cebula

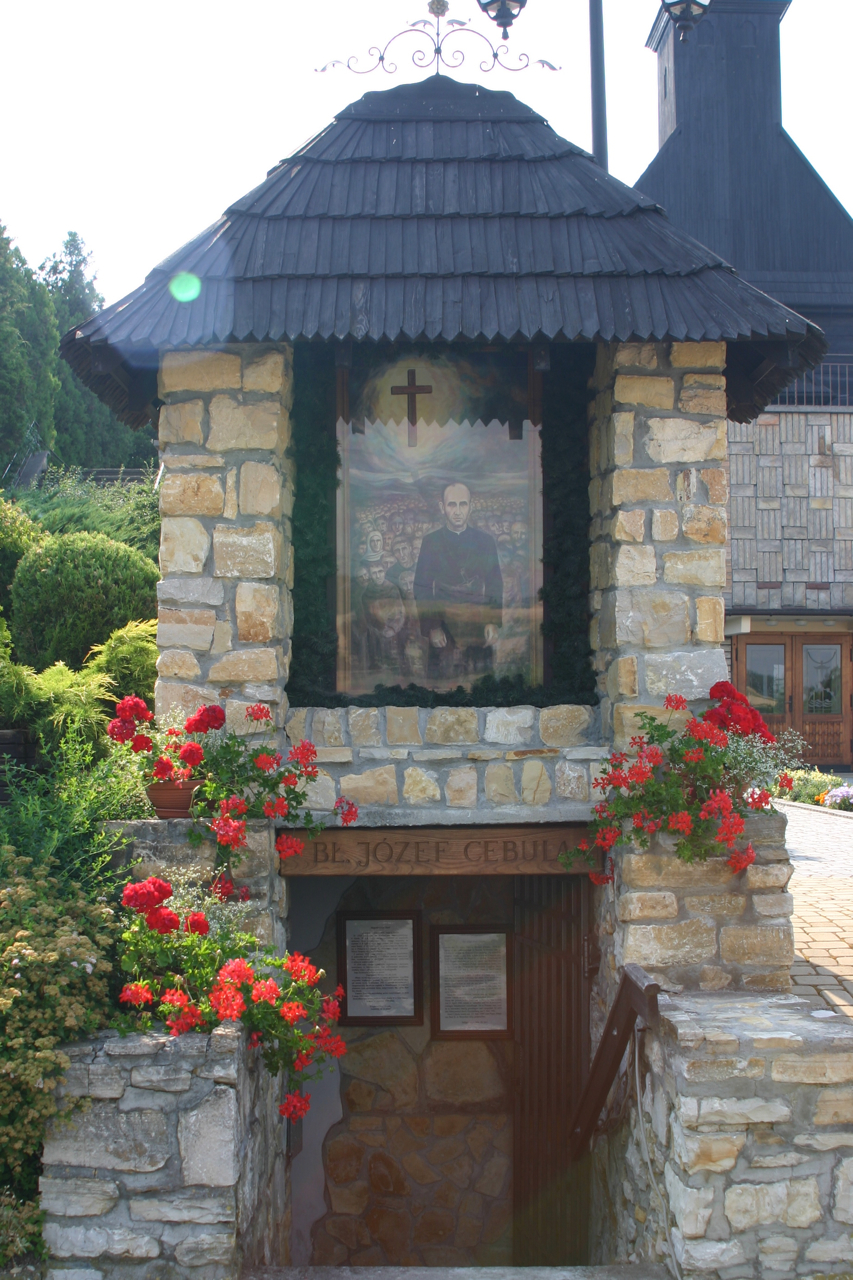
Vue de la chapelle Josef-Cebula de Malnia (anciennement Mallnie) avec une image du bienheureux.

Józef Cebula, ou Joseph Cebula, OMI (né le 23 mars 1902 à Mallnie (aujourd'hui Malnia) près de Gogolin en Haute-Silésie (Empire allemand) et mort le 28 avril 1941 dans le camp de concentration de Mauthausen) est un prêtre catholique polonais, membre de la congrégation missionnaire des oblats de Marie-Immaculée, qui a été béatifié en 1999.

## Biographie

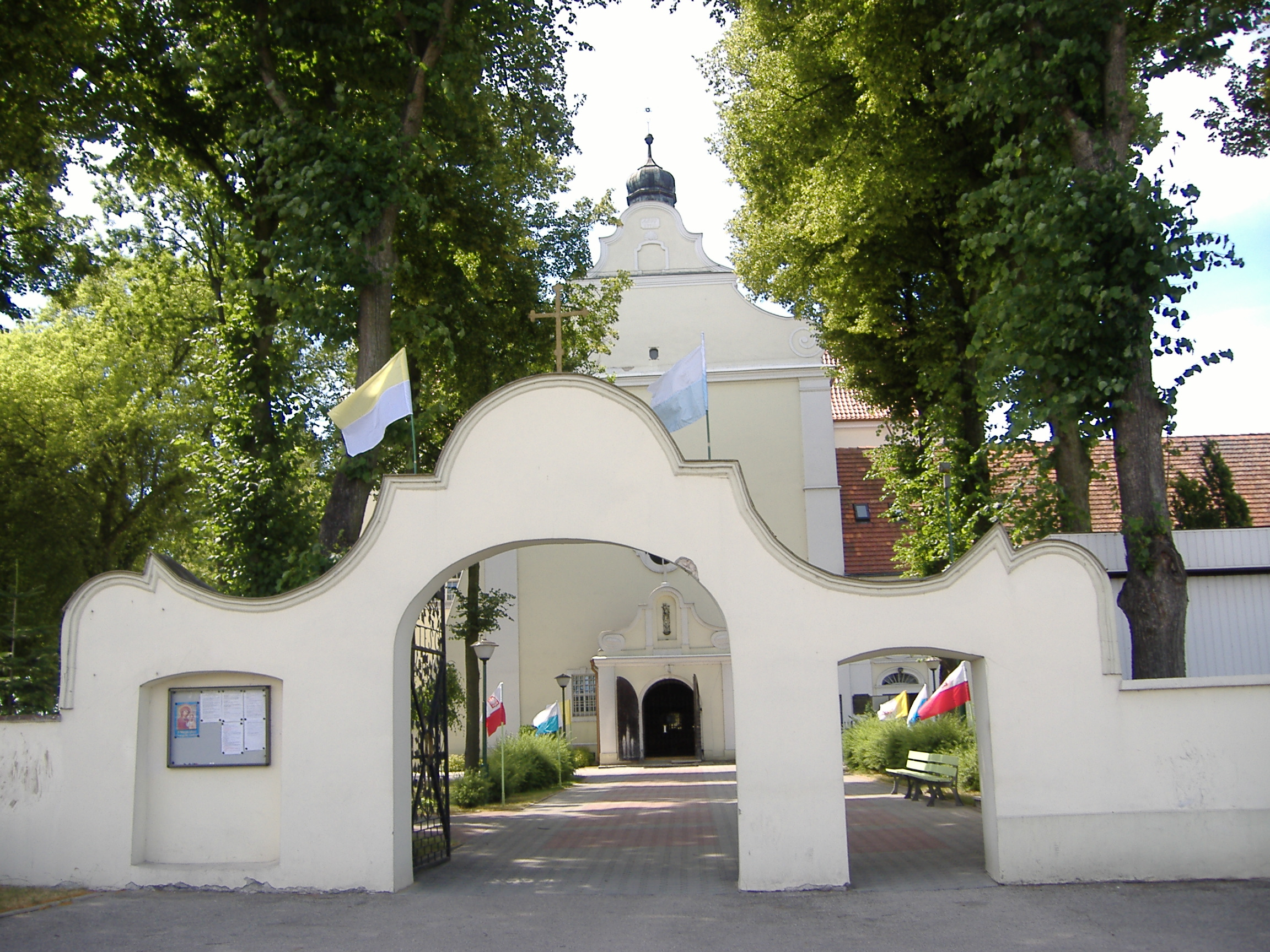
Entrée du couvent des oblats de Markowice.

Józef Cebula appartient à une famille polonaise modeste demeurant en Haute-Silésie, province alors allemande et qui votera pour  demeurer en Allemagne en 1921.
Josef Cebula étudie en 1918 à l'institut pédagogique d'Oppeln, lorsqu'il tombe malade de tuberculose. Il fait un pèlerinage à Notre-Dame de Piekar en 1920; sa maladie ayant été jugulée, il décide d'entrer au noviciat des oblats de Marie-Immaculée, puis il est envoyé étudier la philosophie et la théologie à Liège, car la congrégation n'avait pas encore de scolasticat dans la région, non plus qu'en Pologne. Il étudie ensuite à Lubliniec (ville frontière entre la Prusse et la Pologne) en 1925 pour prononcer ses vœux perpétuels. Il est ordonné prêtre, le 5 juin 1927. Peu de temps après, il est nommé supérieur du juniorat (école secondaire) des oblats situé à Lubliniec. En 1937, il est nommé maître des novices au couvent de Markowice, village autrefois dans la province prussienne de Posnanie et rendu en 1922 à la Pologne.
Deux ans plus tard, la Pologne est occupée par l'Allemagne du Troisième Reich et les activités de l'Église sont d'abord étroitement surveillées, puis soumises à une persécution de plus en plus pressante. Les novices de la communauté des oblats sont arrêtés par la Gestapo le 4 mai 1940 et déportés à Dachau. Le 6 août suivant, il est lui-même arrêté quelques jours. Le Père Cebula poursuit clandestinement son activité sacerdotale, puis est réintégré au couvent des oblats en novembre, mais avec interdiction de la part des autorités allemandes de célébrer la messe en semaine en public. Le Père Cebula n'obéit pas, célèbre la nuit, visite les malades et donne les sacrements en cachette. Il est de nouveau arrêté le 2 avril 1941 et déporté seize jours plus tard au camp de Mauthausen. Trois semaines plus tard, il déclare aux gardiens du camp: « Dieu vous jugera ». Pour se venger de l'affront, les autorités du camp lui ordonnent de courir avec une pierre sur le dos, jusqu'aux fils barbelés, jusqu'à ce qu'un garde lui tire dessus avec une mitraillette. Les gardes déclarent que le « détenu Cebula a été tué car il était en train de s'échapper. » Son cadavre est jeté au four crématoire.
Il est béatifié par Jean-Paul II le 13 juin 1999 à Varsovie en même temps que 107 autres Martyrs polonais de la Seconde Guerre mondiale. Sa mémoire est fixée au 12 juin.

## Hommages
Une petite chapelle a été édifiée à Mallnie, son bourg natal, en face de l'église. On y trouve des ex-votos, une image du bienheureux d'après sa photographie de déporté et une pierre avec une inscription Mauthausen.